# هذه هي (حفلات)
مايكل جاكسون هذه هي (حفلات) كانت سلسلة من الحفلات المقررة لمايكل جاكسون مكونة من خمسين حفلة التي كانت ستعقد في مبنى O2 في ساحة لندن. كان من المقرر أن تبدأ في تموز / يوليو 2009 وتستمر حتى آذار / مارس 2010، مايكل جاكسون أعلن رسميا عن الحفلات في مؤتمر صحافي عقد داخل الساحة O2 في لندن وتم الترويج للحفلة على نطاق واسع ولكن وفاة مايكل جاكسون قبل العرض بثلاثة أسابيع أوقفت المخططات للحفلة.